# Тиквешко језеро
Тиквешко језеро (мкд. Тиквешко Езеро) је вештачко језеро у Северној Македонији. Налази се на Црној реци 12 km југозападно од града Кавадарци, 3 km јужно од села Возарци. 
Тиквешко језеро је настало 1968. године преграђивањем реке и изградњом бране високе 104 m. Брана је изграђена набацивањем камена на глинену основу дужине 338 метара. 
Тиквешко језеро је највеће вештачко језеро по површини, дубини и по дужини у Северној Македонији, а друго по количини воде (запремини). Језеро се простире на површини од 14 km². Дугачко је 29 km, а запремина језера је 475 милиона m³ воде. 
Тиквешко језеро се користи за наводнавање и за производњу електричне енергије. 
Наводнавање се врши преко хидросистема "Тиквеш", а у близини бране је саграђена хидроцентрала "Тиквеш".
Језеро је богато рибом, а посебно сомом.
Поред језера се налази Полошки манастир и црква „Свети Ђорђе“, значајан споменик културе из XIV века богато украшен фрескама. 
Велика количина воде из језера се током летњег периода године испушта у Вардар да би се спречила еколошка катастрофа због ниског водостаја.